# Sicydium multipunctatum
Sicydium multipunctatum es una especie de pez de la familia de los Gobiidae en el orden de los Perciformes.

## Hábitat
Es un pez de Agua dulce, de clima tropical y demersal.

## Distribución geográfica
Se encuentran en Centroamérica: vertiente atlántica entre Mazatlán (México) y el río Choluteca (Honduras ).

## Observaciones
Es inofensivo para los humanos.